# Костоглодова, Мария Наумовна
Мария Наумовна Костоглодова (25 января 1920 года, Украина — 31 января 1981 года) — писатель, член Союза писателей СССР, (1969).

## Биография
Мария Наумовна родилась 25 января 1920 года, на Украине. В 1938 году после окончания школы Мария Костоглодова поступила на литературный факультет Ростовского педагогического института.
Великая Отечественная война прервала учёбу Марии Наумовны. В первые месяцы работала в военном госпитале, затем — эвакуация и работа в Орджоникидзевском военном училище. Одновременно была внештатным корреспондентом газеты «Социалистическая Осетия». В военные и послевоенные годы М.Н. Костоглодова много ездила  по стране. В Самарканде завершила учёбу в педагогическом институте. В Брянске работала диктором на радио, ответственным секретарём районной  газеты, литературным секретарём областной газеты «Брянский рабочий».
В Ростов-на-Дону вернулась в 1945 году, работала в окружной газете «Красное знамя». В 1958 году Мария Наумовна Костоглодова уехала на Камчатку, работала там главным художественным руководителем Дома офицеров, написала первую повесть «Есть романтика!».

## Творчество
В 1946 году в Ростиздате вышла первая книга М.Н. Костоглодовой : «Слесарь Новак» — очерк о передовом рабочем заводе «Ростсельмаш», несколько позже — «Комсомольский секретарь» и «Дружина имени Лизы Чайкиной».
Результатом поездки Марии Наумовны на строительство Волго-Донского канала явились очерки, опубликованные в газетах Москвы, Ростова, ГДР. Совместно с писателем М. Андриасовым ею написаны пьеса о строителях Волго-Дона «Судьба друга» и пьеса «Ясные зори». Вернувшись в Ростов, Мария Наумовна продолжала выступать в жанре художественной публицистики и очерка. Увидели свет её книжки «Мальчишки, мальчишки...», «Углы жизни» и другие. 
В 1960—1970 годы Марией Наумовной были написаны повести «Это было только вчера...», «Шестое чувство», роман «Дина».
Вместе с кандидатом медицинских наук К. К. Харабаджаховым Мария Наумовна Костоглодова написала остро-публицистическую книгу «Опасное  легкомыслие».
Последним произведением Костоглодовой стала повесть «Мох на камне» (1979) — о становлении мальчишеских характеров, об ответственности взрослых за судьбы вступающих в жизнь. Как и предыдущие работы Марии, повесть построена на документальном материале.
Творческие интересы писательницы были связаны главным образом с темой молодёжи, её исканиями и судьбами, делами и духовными потребностями, её пониманием счастья и долга.

## Произведения М.Н. Костоглодовой
Отдельные издания
- Есть романтика! Повесть. — М. Сов. писатель, 1964. — 380 с., ил.

- Есть романтика! Повесть. — Ростов: Кн. Изд-во, 1980. — 351 с., ил.

- Когда допущена ошибка?. — Ростов: Кн. Изд-во, 1966. — 89 с.

- Мальчишки, мальчишки...: Повесть. — Ростов: Кн. Изд-во, 1968. — 92 с.

- Это было только вчера...: Повесть. — Ростов: Кн. Изд-во, 1969. — 221 с.

- Углы жизни. — Ростов: Кн. Изд-во, 1971. — 104 с.

- Углы жизни. — Ростов: Кн. Изд-во, 1974. — 159 с.

- Дина: Роман. — Ростов: Кн. Изд-во, 1973. — 380 с.

- Шестое чувство: Повесть. — Ростов: Кн. Изд-во, 1976. — 207 с.

- Опасное  легкомыслие... (Соавт. К.К. Харабаджахов). — Ростов: Изд-во Рост. ун-та, 1978. — 114 с., ил.

- Мох на камне: Повесть: для ст. школ. возраста. — Ростов: Кн. Изд-во, 1979. — 161 с.

## Публикации в коллективных сборниках и журналах
- Шинель не по росту... — В кн. Сашина высота: Докум. рассказ о пионерах-героях Дона. — Ростов, 1975. — С. 126 — 136. — (Жизнь — подвиг).

- Шестое чувство: Повесть. — Дон, 1975. — № 3. — С. 159 — 107; № 4. — С. 46 — 95.

## О жизни и творчестве М.Н. Костоглодовой
- Барсуков Э. Счастье писателя. — Комсомолец, 1966. — 8 марта.

- Нестерова Е. Проблемы и судьбы: Заметки о новой программе ростовского лит. театра по произведениям М. Костоглодовой. — Молот, 1977. — 26 мая.

- Рогачёв А. Бороться за человека. — Молот, 1980. — 25 января.

- Колесников Г. ...Не может иначе: Штрихи к творч. портрету. — Веч. Ростов, 1980. — 25 января.